# Caaguazú
Le département de Caaguazú (en espagnol : Departamento de Caaguazú) est un des 17 départements du Paraguay. Son code ISO 3166-2 est PY-5.

## Géographie
Le département est limitrophe :
- au nord-est, du département de Canindeyú ;
- à l'est, du département de l'Alto Paraná ;
- au sud, des départements de Caazapá et de Guairá ;
- au sud-ouest, du département de Paraguarí ;
- à l'ouest, du département de la Cordillera ;
- au nord-ouest, du département de San Pedro.

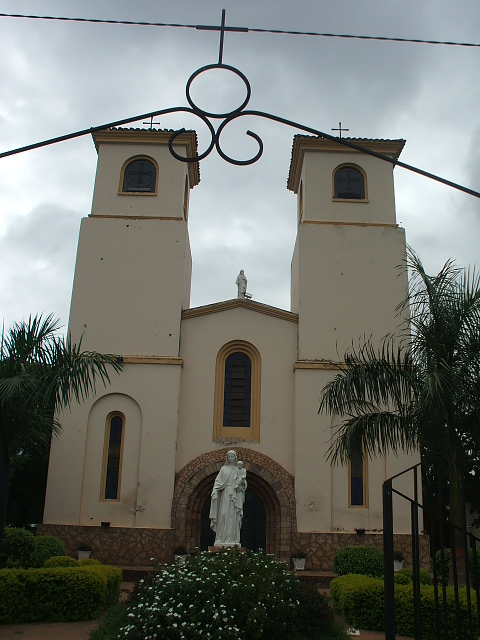
L'église de Coronel Oviedo

## Subdivisions
Le département est subdivisé en 20 districts :
1. Caaguazú
2. Carayaó
3. Coronel Oviedo
4. Doctor Cecilio Báez
5. Doctor J. Eulogio Estigarribia
6. Doctor Juan Manuel Frutos
7. José Domingo Ocampos
8. La Pastora
9. Mariscal Francisco Solano López
10. Nueva Londres
11. Raúl Arsenio Oviedo
12. Repatriación
13. R. I. Tres Corrales
14. San Joaquín
15. San José de los Arroyos
16. Santa Rosa del Mbutuy
17. Simón Bolivar
18. Tres de Febrero
19. Vaquería
20. Yhú